# Котоминское
Котоминское — деревня в Тонкинском районе Нижегородской области. Входит в сельское поселение Пакалевский сельсовет.

## География
Находится на расстоянии примерно 26 километров по прямой на юго-запад от районного центра поселка Тонкино.

## История
В деревне в 1916 году учтено дворов 34 и жителей 171. В период коллективизации здесь был создан колхоз им. 14 лет Октября.

## Население
Постоянное население составляло 21 человек (русские 100 %) в 2002 году, 16 в 2010.